# Droit fidjien
Le droit fidjien est le droit applicable aux îles Fidji.

## Sources du droit fidjien
Le système légal des Fidji dérive :
- du Constitution Amendment Act 1997, et les lois du Parlement,
- les lois du Conseil législatif pré-indépendance et de la Colonie des Fidji,
- la common law et les règles d'équité, ainsi que les lois d'application générale en force en Angleterre le 2 janvier 1875 dans la mesure où les circonstances le permettent au Fiji[2]
- les coutumes des peuples indigènes des Fidji liées à la possession des terres coutumières (83 % du total) et aux aspects de l’autorité des chefs et de l’administration provinciale.

## Organisation juridictionnelle
L'organisation juridictionnelle des Fidji se subdivise en quatre niveaux : les Magistrates' Courts, la Haute Cour, la Cour d'appel et enfin, la Cour suprême.

### Magistrates' Courts
Les magistrats au sein des magistrates' Courts sont divisés en trois catégories : les magistrats résidents, les magistrats de deuxième classe, et ceux de troisième classes. Chacune de ces cours a juridiction sur une division qui lui est attribué.
Elles peuvent prendre connaissance, en matière civile, des plaintes en matière de droit des contrats dès lors que le montant n’excède pas 15 000 dollars fidjiens, des procès entre propriétaires et locataires lorsque le montant du loyer n’excède pas les 12 000 dollars fidjiens, de ceux concernant la violation de propriété ou la récupération de ses terres, de l'application de l’habeas corpus, et la désignation des gardes et les gardes à vue. 
Les magistrats ont aussi une juridiction criminelle telle que définie aux article 4 à 9 du Code de procédure criminelle et dans la Première Annexe. Chaque infraction correspond à une classe de magistrat, de même au niveau des sanctions. Un magistrat résident peu écouter les appels former contre les décisions des magistrats de deuxième et troisième classe.

### Haute Cour
La Haute Cour a une juridiction illimitée pour prendre connaissance des affaires civiles. Elle est une juridiction d'appel vis-à-vis des décisions des magistrates' Courts. Les appels en matière criminelle doivent être fait en droit et en fait.
Les magistrats des magistrates' Courts peuvent poser une question d'interprétation à la Haute Cour.

### Cour d'appel
La Cour d'appel entend les appels des jugements de la Haute Cour. 
Les appels des jugements finaux en matières civils sont faits, en droit, dans les domaines suivants :
- dans les domaines concernant la Constitution et impliquant son interprétation ;
- dans les décisions finales concernant l’interprétation du Judicature Act 1988 ; et
- dans les décisions prises dans l’exercice d'une juridiction originale d'après les dispositions concernant les droits fondamentaux présentes dans la Constitution, dont la privation de la propriété.

Les autres demandes requièrent une autorisation, ainsi, une personne qui a été condamnée par la Haute Cour peut interjeter appel contre sa condamnation pour des questions de droit avec l’autorisation de la Cour d'appel en soi et vis-à-vis de la sentence prononcée.

### Cour suprême
Il s'agit de la plus haute cour du pays. Il s'agit de la plus haute juridiction en matière civile et pénale. Elle peut entendre les pourvois contre les arrêts de la Cour d'appel.
Les pourvois se font de droit lorsque :
- ils concernent une décision finale soulevant une question constitutionnelle, et lorsque
- ils concernent une décision finale impliquant la somme minimale de 20 000 dollars fidjiens.

Le Parlement peut aussi, suivant les conseils du Cabinet, référer une question concernant les effets de la Constitution, à la Cour suprême.

## Sources

## Compléments